# Comtat de Fontenoy
El comtat de Fontenoy fou una antiga jurisdicció feudal de Lorena centrada al castell de Fontenoy, avui Fontenoy-le-Château i antigament dues viles separades: Fontenoy-le-Chastel a la riba esquerra del Côney i Fontenoy-la-Coste a la riba dreta. Fou centre d'un prebostat senyorial i d'un comtat format per 27 pobles o llogarets dels quals els principals eren Fontenois-la-Ville, Xertigny, Le Magny, Montmotier, Trémonzey, Amerey, Le Clerjus, La Chapelle-aux-Bois, Haudomprey i Gremifontaine. Fou al cor dels conflictes entre Borgonya i Lorena.
El 930 formà part del comtat eclesiàstic de Toul creat a favor del bisbe Gauselí I per Enric I d'Alemanya el Falconer. Els bisbes que el tenien en franc alou, van edificar una mena de torre o fortificació per protegir la frontera sud del seu domini i tancar la vall del Côney. Tot i la seva posició excèntrica amb relació a Toul, la seva església estava sota la protecció de Saint Mansuy de Toul, com 15 altres parròquies dependents del bisbe de Toul. Des de 1019 apareixen senyors a Fontenoy-en-Vosges, una de les primeres fortaleses al sud dels Vosgues, junt amb Épinal i Remiremont. El febrer de 1287 l'escuder Ferry de Fontenoy, fill del comte de Toul, va esdevenir vassall del del senyor de Blamont però va tornar a vassallatge del bisbat el 1290. La família de Fontenoy va enllaçar amb la dels comtes de Neuchatel el 1360 (matrimoni de Tibald VI i Margarita de Borgonya comtessa de Montagu filla d'Enric de Borgonya, senyora de Fontenoy) i posteriorment es va reforçar la plaça per assegurar la seva defensa front al ducat de Lorena veí. El 1395 la població va rebre una lliberal carta de drets amb importants drets pels burgesos. Fontenoy va ser reforçada dues vegades i en aquest temps la població de Fontenoy-le-Château fou la principal població de la diòcesi per damunt de la ciutat imperial de Besançon, arribant a deu mil habitants.
El 1477 va morir a Nancy el duc borgonyó Carles el Temerari i llavors Fontenoy va passar a Lorena. La conferència del 30 de juny del 1564 a Fontenoy va reconèixer a Borgonya entre d'altres, el poble de Fontenois-la-Ville i a Lorena els pobles de la Costa de Fontenoy, Trémonzey, Montmoutier i Le Mesnil i dependències. El senyor Ferran de Neufchâtel va donar Fontenoy a la seva filla Anna, esposa de Guillem, baró de Dommartin; el seu fill Lluís va tenir una filla coneguda com a Diana de Dommartin, marquesa d'Havre, baronessa de Dommartin, senyora de Fontenoy-le-Château, de Bayon, d'Hardemont i d'Oginvillier (nascuda el 30 de setembre de 1552- morta després del 1625), que fou una gran benefactora del territori; va renunciar a les seves rendes per ajudar els habitants i va fer nombroses gestions per evitar imposicions abusives als seus súbdits. Amb 13 anys (1l 1565) ja s'havia cast en primeres noces amb el ringravi Joan Felip comte del Rin i de Salm; en segones noces es va casar amb Carles Felip de Croy, marquès d'Havre. Un arranjament de la fortalesa es va fer durant el seu segon matrimoni.
Un nou acord a Vessoul el 1613 i després el tracta de Fontenoy-le-Château el 1614 va acabar de definir els límits entre Lorena i Borgonya que no obstant encara va requerir nous acords.
Altres senyors, amb títol de comtes, de Fontenoy foren:
- Ferran Francesc Josep, senyor de Croy, duc d'Havré, duc de Croy, príncep i mariscal de l'imperi, sobirà de Fenestranges, comte de Fontenoy, gran d'Espanyaña, mort a Brussel·les el 10 d'agost de 1694.

- Lluís Ferran Josep, senyor de Croy, duc d'Havré, duc de Croy, sobirà de Fenestrange, marquès de Wailly, comte de Fontenoy, vescomte de Langle, príncep de l'imperi, gran d'Espanya, tinent general de l'exèrcit francès, mort en batalla a Filingshausen el 17 de juliol de 1761.

- Joan Baptista Francesc Josep, senyor i duc de Croy, duc d'Havré, príncep i mariscal de l'imperi, grane d'Espanya, sobirà de Fenestrange, comte de Fontenoy, vescomte de Langle, senyor de Wailly, va morir a París el 24 de maig de 1727

El comtat fou confiscat a la revolució i els béns venuts el 1791.